# Dresden (cargo, 1957)
Pour les articles homonymes, voir Dresden.
Le Dresden est un ancien cargo de la compagnie maritime d'État VEB Deutsche Seereederei GmbH de la République démocratique allemande qui est devenu un navire musée en 1970 à Rostock (Mecklembourg-Poméranie-Occidentale).

## Historique
Le navire a été lancé le 4 juillet 1957 sous le nom de 'Frieden,  avec une peinture de coque noire pour la société suédoise Lauter Shipping AB basée à Stockholm. Cette entreprise suédoise était chargée de livrer 10.000 tonnes d'acier laminé à la RDA. En juillet, un incendie s'est déclaré sur le pont, causé par des travaux de soudure. Le feu fut difficile à contrôler. Certaines plaques et composants en acier ont dû être remplacés en raison des dommages. 
En novembre 1957, le client suédois était censé réaliser le prix d'achat, ce qu'il n'a pas réussi. Le navire a ensuite été construit et achevé pour le compte de la VEB Deutsche Seereederei Rostock (DSR). Le voyage d'inspection a eu lieu le 26 juillet 1958, maintenant avec une coque grise, et un jour plus tard, le chantier naval  Warnow de Warnemünde, l'a remis au DSR  et l'a mis en service à Dresde. Il a fonctionné jusqu'en 1969 sur des services réguliers vers l'Asie de l'Est, l'Indonésie, l'Afrique, l'Inde et l'Amérique latine.

### Préservation
Après des défauts majeurs dans les machines, qui auraient entraîné des coûts de réparation disproportionnés, le navire a été mis hors service en 1969 et ouvert sous le nom de  Schiffartsmuseum Rostock  le 13 juin 1970. Une partie du navire a été utilisée comme hôtel touristique pour les jeunes dans les années 1980.
Aujourd'hui, le Dresden fait partie du musée de la construction navale et de la navigation de Rostock dans le parc 2003 World Horticultural Exposition (en) et propose de nombreuses expositions sur l'histoire de la construction navale. Des sujets sur la construction navale en RDA, les processus opérationnels dans un chantier naval et l'histoire de la radio et de la navigation maritimes sont présentés. Il existe également une collection de différents types de machines de propulsion marine. De nombreuses salles d'origine (salle des machines, pont de commandement, station de radio, hôpital de bord et cabines de l'équipage) donnent une impression de navigation dans les années 1950 et 60.
Le groupe d'action Traditionsschiff Stadthafen Rostock (TSR) préconise de déplacer le navire musée vers un poste central et facilement accessible dans le centre de Rostock. La raison invoquée pour ces efforts est le faible nombre de visiteurs.

## Galerie

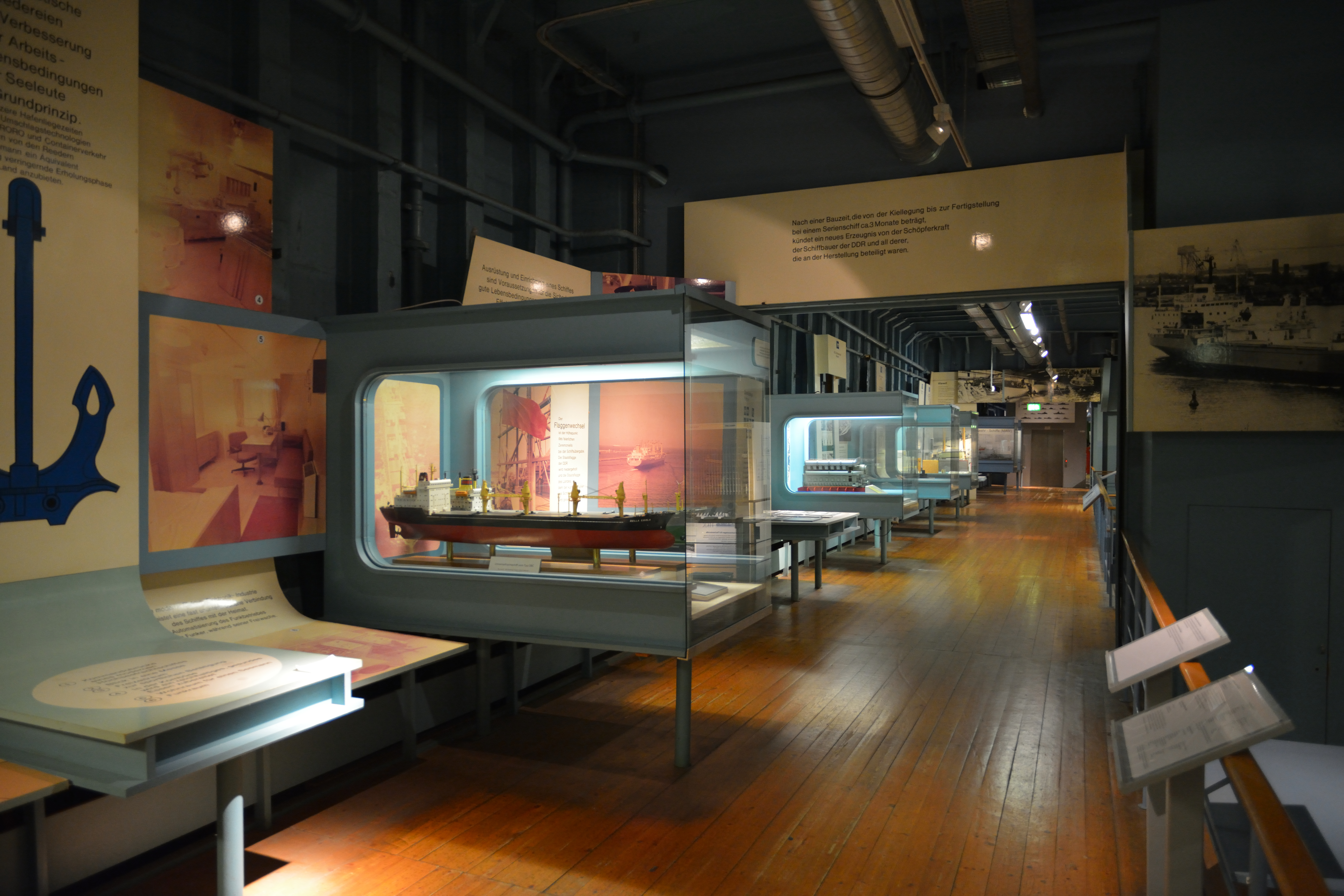
E3xposition
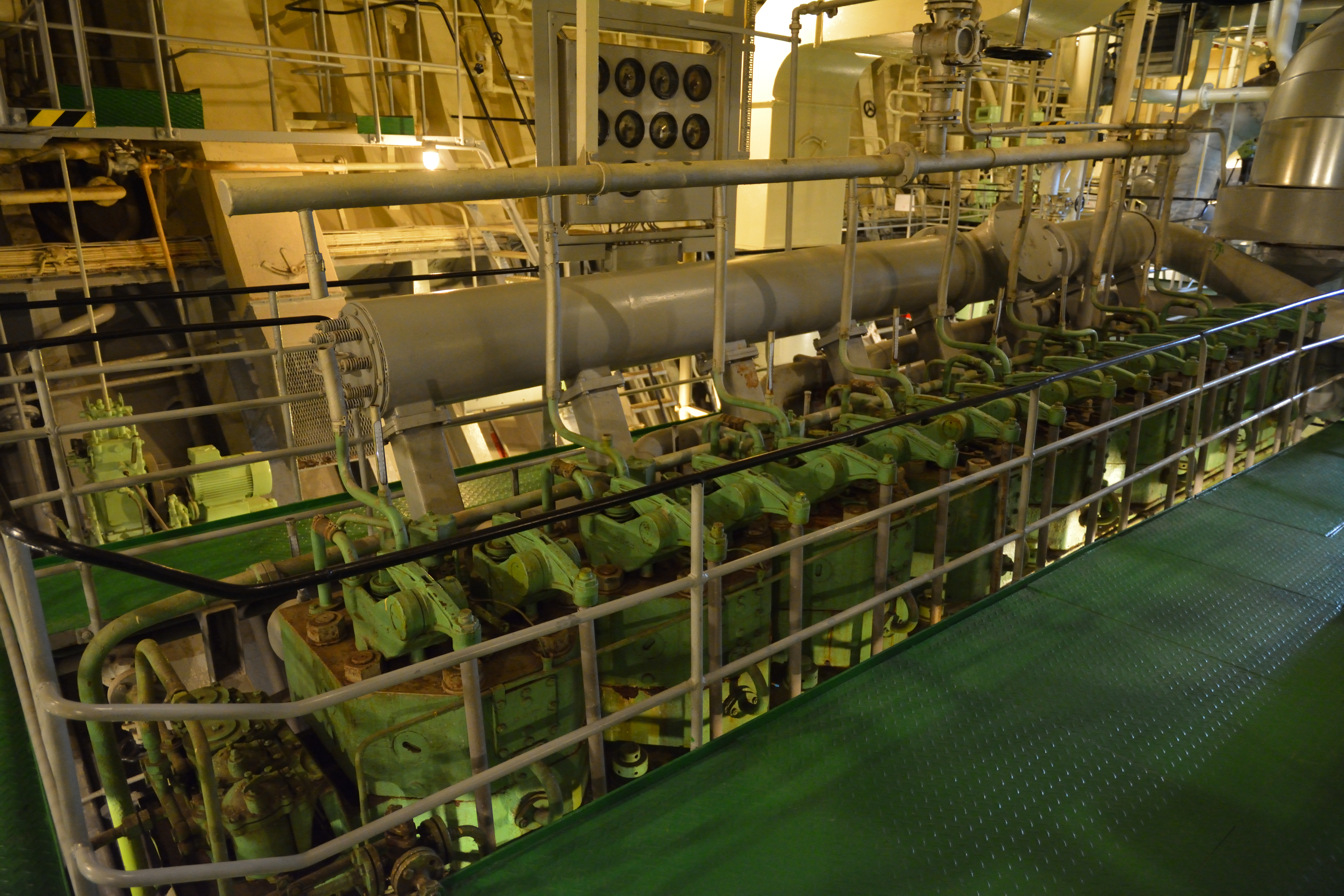
Salle des machines
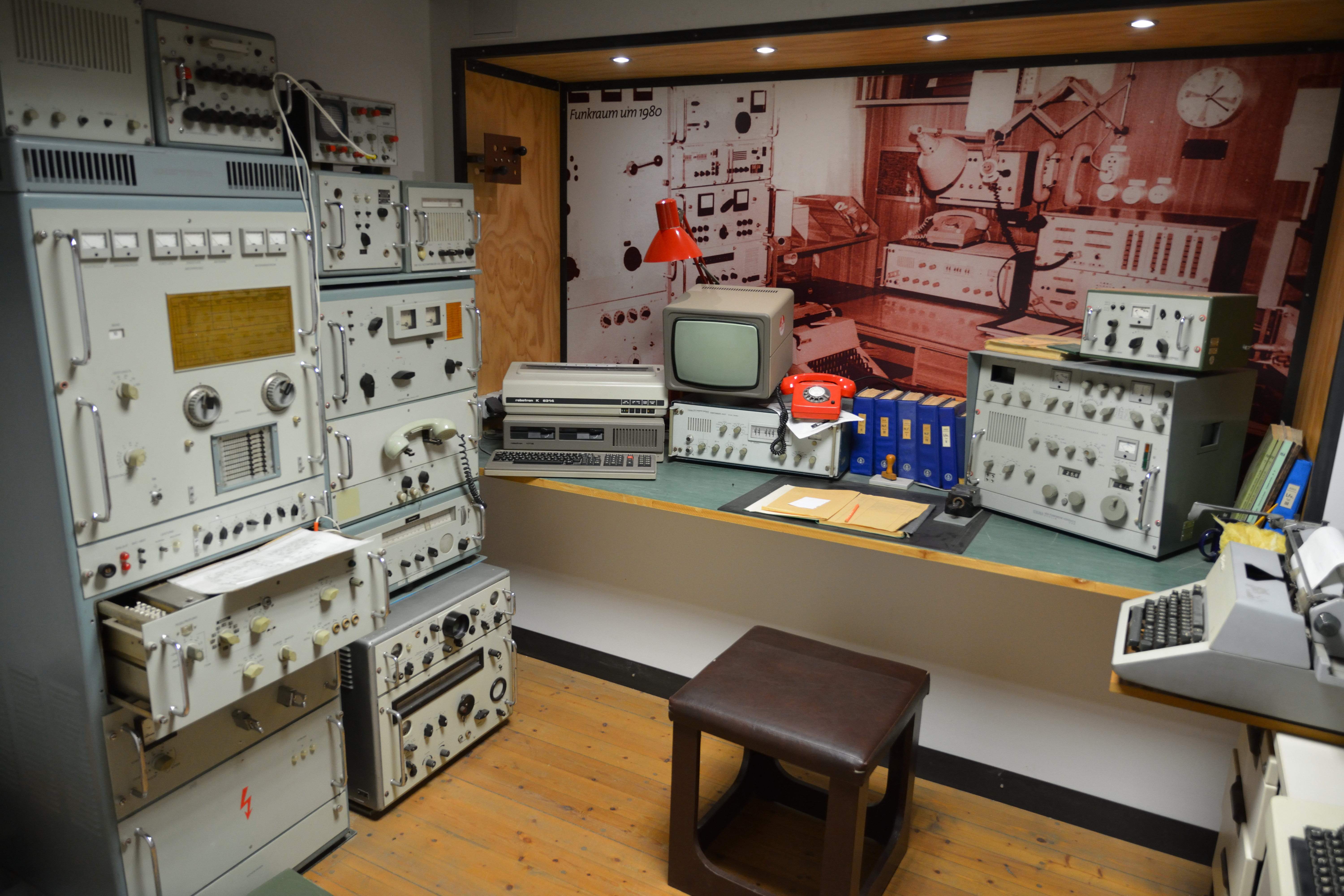
Salle radio
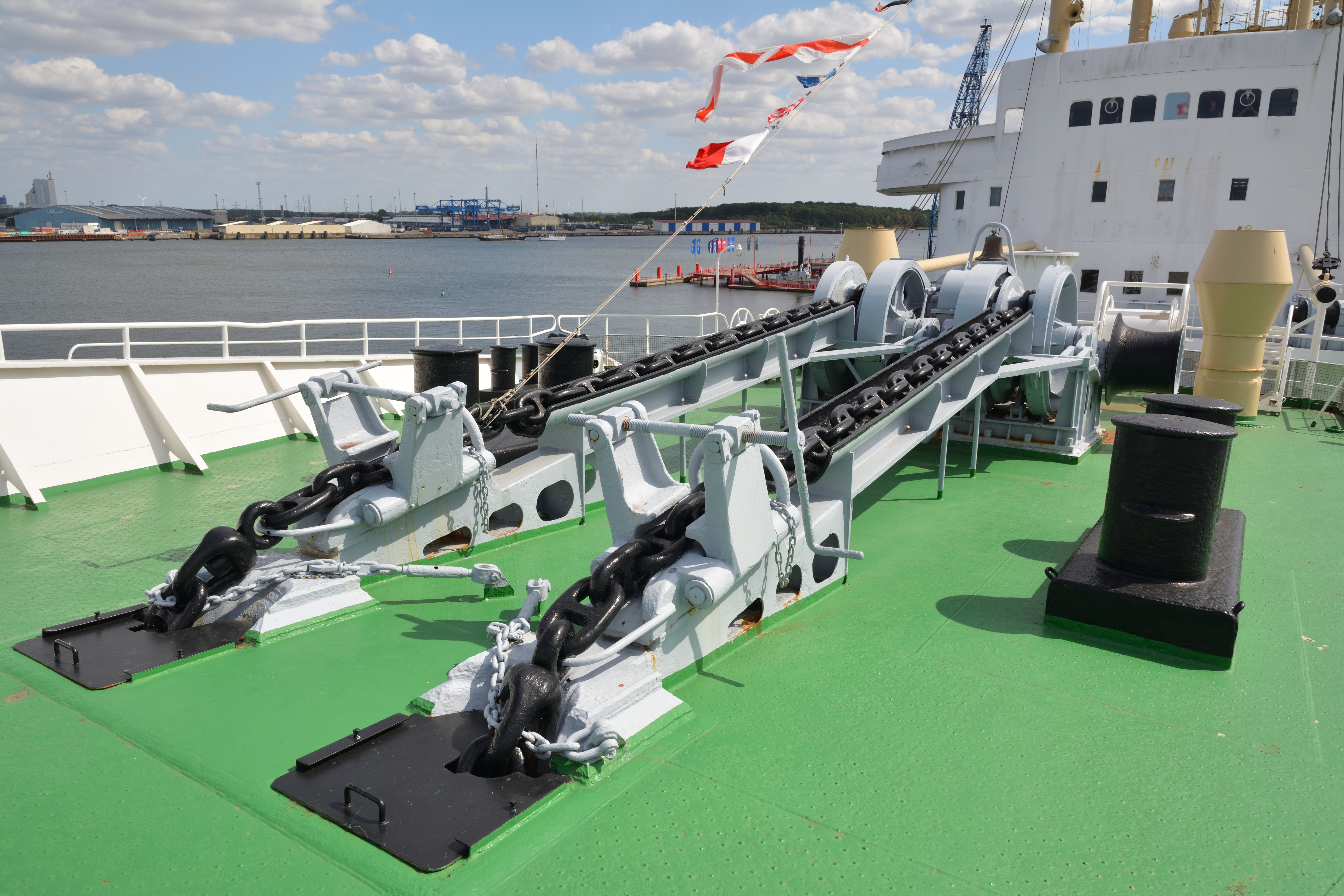
Le pont